# 機場與南線
機場與南線（英語：Airport & South Line）（T8）是雪梨火車的一條路線，連接雪梨中心商業區及西南近郊，途經雪梨機場。